# Cryptoscatomaseter acuminatus
Cryptoscatomaseter acuminatus är en skalbaggsart som beskrevs av Cartwright 1944. Cryptoscatomaseter acuminatus ingår i släktet Cryptoscatomaseter och familjen Aphodiidae. Inga underarter finns listade i Catalogue of Life.